# Richard Seewald

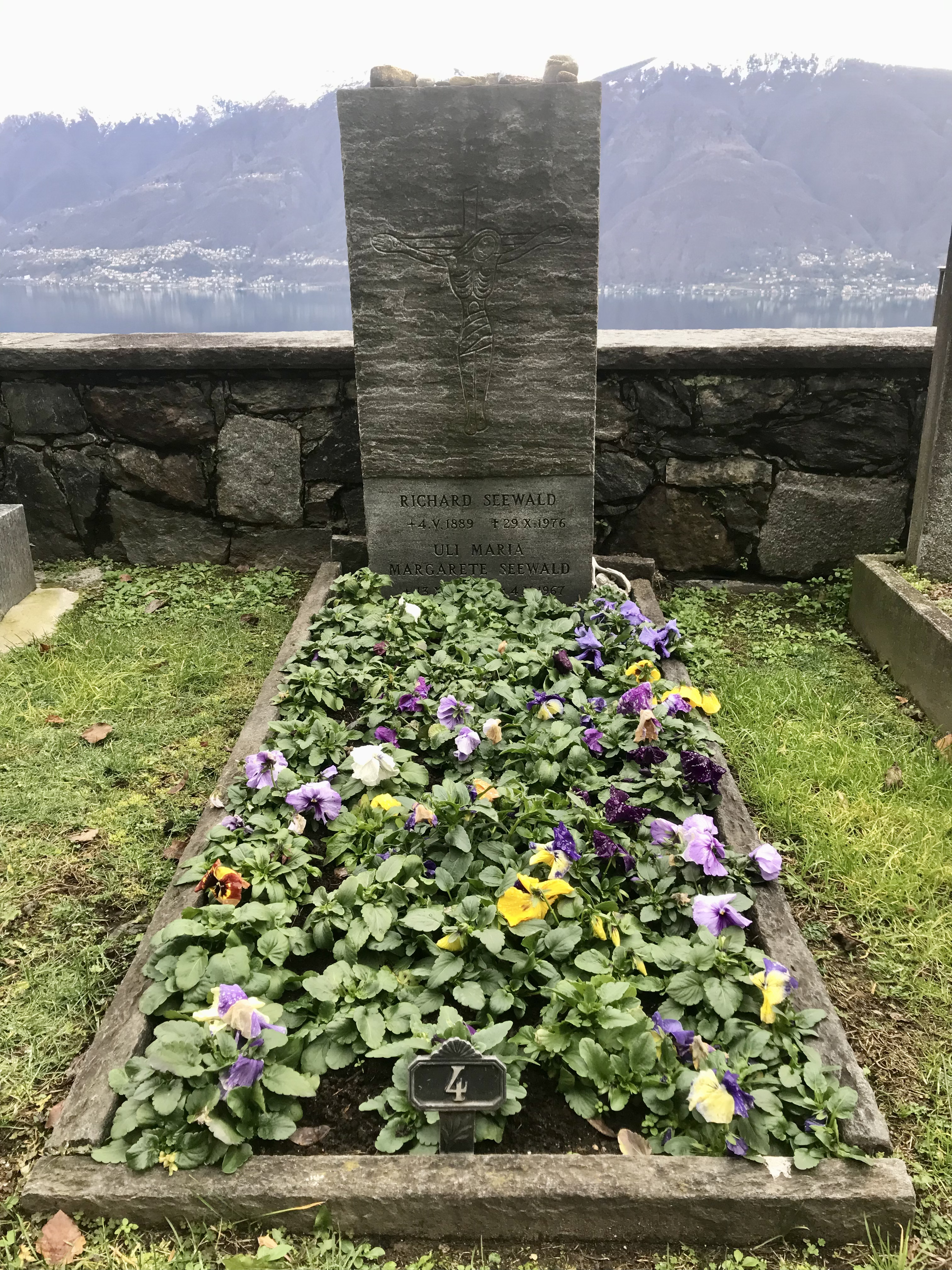
Grab von Richard und Uli Seewald in Ronco sopra Ascona

Richard Seewald (* 4. Mai 1889 in Arnswalde, Provinz Brandenburg (heute zu Polen); † 29. Oktober 1976 in München) war ein deutscher Maler und Schriftsteller.

## Leben
Richard Josef Michael Seewald kam am 4. Mai 1889 in Arnswalde zur Welt. Er besuchte das Realgymnasium in Stralsund. Im Jahr 1909 begann er, auf Wunsch seines Vaters, in München Architektur zu studieren. Er wandte sich jedoch bald als Autodidakt der Malerei zu. Nachdem einige noch im Gymnasium entstandene Zeichnungen bei der Wochenzeitschrift Die Jugend angenommen worden waren, begann Seewald auch für die Münchner Meggendorfer Blätter und die Berliner Lustigen Blätter Karikaturen zu zeichnen und verdiente sich dadurch seinen Lebensunterhalt. Er reiste 1911 nach London um kurzentschlossen seine Verlobte Uli zu heiraten.
Die Moderne Galerie Heinrich Thannhauser, die regelmäßig Werke junger Münchner Künstler vorstellte, zeigte erstmals eine Auswahl grafischer Blätter Richard Seewalds. Angeregt durch die malerischen Effekte einer Kaltnadelradierung, entstand 1913 auf der Insel Rab sein erstes Ölgemälde. Im November des Jahres gründete sich die Münchener Neue Secession, zu deren Mitgliedern bald auch Richard Seewald gehören sollte, kurz danach trat er auch dem Deutschen Künstlerbund bei. 
Seewald illustrierte die Gedichtsammlung Schnupftabaksdose von Hans Bötticher (Pseudonym: Ringelnatz) und wurde zum begehrten Illustrator, so etwa für Daniel Defoes Robinson Crusoe und die Penthesilea von Heinrich von Kleist. Für sein eigenes erstes Buch Tiere und Landschaften schuf er ebenfalls die Illustrationen. Bei dem Münchener Kunsthändler Hans Goltz fand 1919 eine wichtige Einzelausstellung statt. Seewald reiste immer wieder in den Mittelmeerraum und illustrierte weiterhin seine eigenen sowie die Bücher anderer Autoren. In dieser Zeit veränderte sich sein zeichnerischer Stil zugunsten einer tonigen Malerei.
Fünfunddreißigjährig wurde Richard Seewald während eines Aufenthaltes in Positano 1924 als Professor an die Kölner Werkschulen berufen. 1929 konvertierte er zum katholischen Glauben. Er bearbeitete in Folge auch Aufträge für Wandbilder im sakralen Raum (z. B. malte er ein Chorwandbild in der Dominikus-Böhm-Kirche Stella Maris auf Norderney). 1931 beschloss er, unter dem Eindruck des neuen repressiven kulturpolitischen Klimas in Köln, endgültig in die Schweiz nach Ronco sopra Ascona zu ziehen, wo er 1939 Ehrenbürger wurde. Er malte und schrieb von nun an gleichermaßen intensiv.
Viele deutsche öffentliche Sammlungen hatten bis zur nationalsozialistischen Machtergreifung Arbeiten Seewalds erworben, vor allem Druckgrafiken, aber auch einige Tafelbilder und Aquarelle. In den ersten Jahren nach der Machtergreifung konnte Seewald in Deutschland noch ausstellen. Doch seine Kunst wurde als „entartet“ diskriminiert, und 1937 wurde im Rahmen der deutschlandweiten konzertierten Aktion „Entartete Kunst“ eine große Zahl seiner Arbeiten aus öffentlichen Sammlungen beschlagnahmt. Die meisten wurden zerstört.
Zum ersten Mal nach dem Ende der nationalsozialistischen Diktatur betrat Seewald 1948 wieder deutschen Boden. 1951 beteiligte er sich in Berlin an der ersten Ausstellung des zuvor wieder gegründeten Deutschen Künstlerbundes.  Es dauerte noch drei Jahre, bis er im Kulturleben der Bundesrepublik Deutschland Fuß fasste. An d Seewald mit vier Gouachen, die toskanische Motive zeigten. 1954 nahm  er das Angebot einer Professur an der Akademie der Bildenden Künste in München an. Vier Jahre später legte Seewald das Amt nach Unstimmigkeiten mit dem Präsidium der Akademie nieder. Nach dem Tode seiner Frau verbrannte er rund 150 seiner Bilder sowie hunderte von Skizzen, Entwürfe und Korrespondenz.
Seine Skizzenbücher vermachte er dem Germanischen Nationalmuseum (GNM) in Nürnberg. Seinen gesamten übrigen Nachlass überführte er in eine Stiftung namens Fondazione Richard e Uli Seewald Ascona. Bestattet wurde er auf dem Friedhof von Ronco sopra Ascona.

## Fotografische Darstellung Seewalds
- Hugo Erfurth: Richard Seewald (1925)[6]

## Schüler Richard Seewalds an den Kölner Werkschulen
- Jakob Bergwanger
- Joseph Fassbender
- Edvard Frank
- Leni Moch
- Albrecht Müller
- Karin Kluth
- Lotte Krohn
- Rudi Rhein (Meisterschüler 1929)
- Jupp Ruland
- Helmut Schmitt
- Wolfgang Schulte (Spitzname: Nilte. Stellte sich seinen Studienkollegen mit den Worten vor „Ich bin Wolfgang Schulte und Nihilist“)
- Peter Straußfeld (Meisterschüler 1930)
- Josef Trier
- Paul Waligora
- Kurt Wegner
- Paul Wunsch

## Öffentliche deutsche Sammlungen, aus denen 1937 Werke Seewalds als „entartet“ beschlagnahmt wurden
Schlesisches Museum der Bildenden Künste Breslau, Anhaltinische Gemäldegalerie Dessau, Städtisches Kunst- und Gewerbemuseum Dortmund, Kunstsammlungen der Stadt Düsseldorf, Museum für Kunst und Heimatgeschichte Erfurt, Museum Folkwang Essen, Städelsches Kunstinstitut und Städtische Galerie Frankfurt/Main, Städtische Kunstsammlung Gelsenkirchen, Akademische Kunstsammlung Greifswald, Kunsthalle Hamburg, Kestner-Museum Hannover, Wallraf-Richartz-Museum Köln, Staatliches Meisteratelier Königsberg, Museum der bildenden Künste Leipzig, Museum Behnhaus Lübeck, Kaiser-Friedrich-Museum Magdeburg, Städtische Kunsthalle Mannheim, Bayerische Staatsgemäldesammlungen München, Staatliche Graphische Sammlung München, Museum für Kunst und Kunstgewerbe Stettin, Stadtmuseum Ulm, Städtische Bildergalerie Wuppertal-Elberfeld und König Albert-Museum Zwickau.

## Werke (Auswahl)

### Originalgrafische Mappenwerke
- 10 Holzschnitte. Heinrich F. S. Bachmaier, München 1913.
- 10 Holzschnitte zur Bibel. Dreiländerverlag, München 1916 (mit elf handkolorierten Holzschnitten).

### Buchillustrationen
- Joachim Ringelnatz, d. i. Hans Bötticher: Die Schnupftabaksdose. Piper, München 1912.
- Klabund: Kleines Bilderbuch vom Krieg. (Mit zwölf Gedichten von Klabund und zwölf meist aquarellierten Holzschnitten, einem Titelblatt und einer Umschlaggrafik von Seewald). Goltz, München 1914.
- Heinrich von Kleist: Penthesilea. Goltz, München 1917.
- Francis Jammes: Der Hasenroman. Wolff, Berlin 1916.
- Daniel Defoe: Robinson Crusoe. Goltz, München 1919.
- P. Vergilius Maro (Vergil): Bucolica – Hirtengedichte. Leipzig 1923. Diese Ausgabe der Hirtengedichte Vergils wurde von Theodor Haecker in Deutsche übertragen. Richard Seewald schuf für dieses Buch 20 Holzschnitte. Gedruckt wurde es in der Staatl. Akademie für graphische Künste und Buchgewerbe, dem Vorläufer der heutigen Hochschule für Grafik und Buchkunst (HGB) für den Euphorion Verlag.
- Richard Seewald: Traumreise oder Robinson der Sohn Robinsons oder Die vier Jahreszeiten oder Orbis Pictus. Josef Kösel & Friedrich Pustet, München 1935.
- Paul Gallico: Das kleine Wunder. Hamburg 1952.
- Edzard Schaper: Das Christkind aus den großen Wäldern. Hegner, Köln/Olten 1954.
- Hans Christian Andersen: Märchen. Ueberreuter, Wien 1955.
- Edzard Schaper: Stern über der Grenze. Hegner, Köln/Olten 1958.
- Seewald Bilderbibel, hundert Bilder mit Texten aus dem alten und neuen Testament. Herder, Freiburg 1957.
- Johannes Rüber: Das Tal der Tauben und Oliven. Herder, Freiburg 1979.
- Gustav Schwab: Die schönsten Sagen des klassischen Altertums. Herder, Freiburg 1983.
- Erich Kästner:  Die 13 Monate. Cecilie Dressler, Berlin.

## Sicher belegte Beteiligung an Ausstellungen in der Zeit des Nationalsozialismus
- 1933: Magdeburg, Haus des Kunstvereins, und Saarbrücken, Heimatmuseum („Deutscher Künstlerbund. Erste Ausstellung“)
- 1935: Berlin (Herbstausstellung der Preußischen Akademie der Künste)